# Möwe (Schiff, 1880)
Die Möwe war ein Kanonenboot der Kaiserlichen Marine aus den späten 1870er-Jahren.
Das einzige baugleiche Schwesterschiff war die Habicht. Später folgte das auf der Basis des gleichen Entwurfs gebaute, aber größere Halbschwesterschiff Adler. Das Schiff ist Namensgeber der Möwebucht im heutigen Namibia.

## Geschichte
Das Kanonenboot wurde bei F. Schichau in Elbing gebaut und lief dort im Jahr 1879 von Stapel.
Die Möwe war überwiegend im Auslandsdienst im Einsatz und wurde auch bei Kolonialerwerbungen in Westafrika verwendet. Die erste „Schutzerklärung“ vor Ort fand im Golf von Guinea statt; an Bord war der deutsche Afrikaforscher Gustav Nachtigal. Am 4. Juli 1884 wurde mit der Möwe bei Bagida vor der Küste Togos geankert und Togo zur deutschen Kolonie erklärt. Am 14. Juli 1884 schloss Gustav Nachtigal in Anwesenheit der Möwe in Bellstadt (Douala) Schutzverträge mit einer Reihe von Headmen der Duala, hisste die deutsche Flagge und nahm für das Deutsche Reich Kamerun als Kolonie in Besitz. Danach nahm die Möwe Flaggenhissungen in den Küstengebieten von Nigeria, Gabun, Togo und Angola vor. Anschließend beteiligte sie sich an der Gründung der Kolonie Deutsch-Südwestafrika. Ein Landungskorps des Kriegsschiffes nahm 1889 an der Niederschlagung des so genannten Araberaufstands in Deutsch-Ostafrika teil.
Ab 1895 war sie als Vermessungsschiff zur Küstenvermessung in den deutschen Schutzgebieten in der Südsee und in Deutsch-Neuguinea im Einsatz. Unter anderem nutzte der Etnographikensammler Richard Parkinson das Schiff für Forschungsreisen.
Am 9. Dezember 1905 wurde das Kanonenboot aus der Liste der Kriegsschiffe gestrichen. Es lag danach als Hulk in Tsingtau, bis es schließlich im Jahr 1910 verkauft wurde.

## Technik
Das Schiff war 52,2 m lang und 8,90 m breit und hatte einen Tiefgang von 3,52 m. Die Besatzung zählte 127 Mann. Die Wasserverdrängung belief sich auf 845 Tonnen. Das Schiff war ein Kompositbau mit eisernen Querspanten und Holzplanken, die zusätzlich mit Zinkplatten bedeckt waren. Zwei Zylinderkessel sorgten für den erforderlichen Dampf, und eine liegende 3-Zylinder-Dampfmaschine mit zweifacher Dampfdehnung und einer Leistung von 652 kW (886 PSi) für die Energie, um die heißbare Schraube mit einem Durchmesser von 3,23 Meter zu betreiben. Die Höchstgeschwindigkeit betrug 11,7 kn. Bei einem Kohlevorrat von 100 Tonnen konnten bei einer Marschgeschwindigkeit von 11 kn etwa 1230 Seemeilen zurückgelegt werden. Die Möwe hatte noch keine elektrischen Anlagen an Bord.
Das Schiff war ursprünglich als Barkentine getakelt und hatte 847 m² Segelfläche. Nach Umbau war es zuletzt als Rahschoner mit 361 m² Segelfläche getakelt.

## Bewaffnung
Das auch als Aviso ausgewiesene Schiff war anfangs mit einer 15-cm-Ringkanone und mit vier 12-cm-Ringkanonen bewaffnet. Diese Bewaffnung wurde 1882 durch fünf 12,5-cm-Ringkanonen ersetzt, die 1890 auf zwei reduziert wurden. Ferner waren ab 1882 fünf 3,7-cm-Revolverkanonen an Bord.
Der maximale Munitionsvorrat bestand zuerst aus 115 Schuss 15-cm-Granaten und 440 Schuss 12-cm-Granaten. Nach der Umrüstung konnten 620 Schuss 12,5-cm-Granaten mitgeführt werden. Ab 1890 war nur noch für 246 Granaten dieses Kalibers Stauraum vorgesehen.